# Михайло Пивницький
Михайло Ян Пивницький (пол. Michał Jan Piwnicki; 29 вересня 1771 — 29 травня 1845, Житомир) — релігійний діяч РКЦ. Другий з ряду Луцько-Житомирських єпископів (1831—1845).

## Життєпис
Народився у містечку Несухоїжі на Волині. Закінчив греко-католицьку духовну семінарію у Вільно. Під час студій був свідком остаточного занепаду існування Речі Посполитої Обох Народів. Рукоположений на священика 5 листопада 1795 року єпископом Арсенієм Ґловнєвським — греко-католицьким єпископом-коад'ютором Володимирської і Берестейської єпархії. У 1795—1797 роках Пивницький був професором теології в унійній духовній семінарії у Володимирі.
У 1797 році перейшов на латинський обряд, був призначений каноніком Київського катедрального капітулу і обійняв посаду секретаря і керівника єпископської канцелярії в Житомирі. Користувався шляхетським гербом «Любич» (фактично — гербом однойменного шляхетського роду польсько-пруського походження). У березні 1815 року Віленський Університет присвоїв йому титул доктора теології і обох прав.
За рекомендацією його попередника єпископа Каспера Цецішовського цар Олександр І призначив Павницького 31 травня 1824 року коад'ютором Луцько-Житомирської дієцезії. Апостольська Столиця відволікала із затвердженням цієї номінації — лише 3 липня 1826 папа Лев XII призначив його титулярним єпископом Рамата (Рама). Фактично почав управляти Луцькою дієцезією в 1827 році, коли єпископа Цецішовського призначили Могильовським архієпископом. Перебував біля нього у Санкт-Петербурзі. Після смерті Каспера Казимира Цецішовського (28 квітня 1831), єпископ Пивницький оселився на постійно в Луцьку і особисто керував, довіреною йому дієцезією.
За управління єпископа Михайла Пивницького, Луцька дієцезія пережила «цілий ряд болісних днів». Спершу листопадове повстання, його занепад, який привів до болісного наслідку для Церкви у вигляді скасування багатьох костелів (у тому числі 28 монастирів і духовної семінарії у Луцьку). Монастирські добра і маєтки були забрані до російської державної скарбниці. За царськими указами також поступово ліквідовували парафіяльні греко-католицькі та латинські школи, забороняли будувати нові та ремонтувати старі костели. Згідно з указом царського уряду свою резиденцію, разом із консисторією і семінарію, в 1844 році мусив перенести до Житомира. Більше як сто років Луцьк не був самостійною адміністративною одиницею Католицької Церкви.
Після смерті єпископа Михайла Пивницького розпочалися довгі перерви в наступництві Луцько-Житомирських пастирів, це зроблено царським урядом із метою, щоб допровадити Церкву на цих теренах до занепаду. Перший етап тривав біля трьох років. Дієцезією почав управляти «освічений, побожний і ревний прелат Луцької катедри» о. Станіслав Ловецький.